# Puègdanièl
Puègdanièl (francès Puydaniel) és un municipi francès del department de l'Alta Garona, a la regió Occitània.